# 佐々木カルパッチョ
なんでやねん佐々木は、日本のYouTuber。
大阪府吹田市出身。アーバンリミテッド所属。

## 人物
兵庫県湯村郡温泉町に生まれ、大阪府豊中市で育つ。
2歳の時に1度目は自転車、2度目はガス会社の車にはねられ、そのショックで少し変わった人間になったと言っている。小学校の時に壮絶ないじめを経験。理由は『キャプテン翼』のセリフ「ボールは友達」と言ったことをたまたま6年生に聞かれたことによる些細なできごとが原因。この経験が現在のキャラクター形成に大きな影響を与えている。
小学校時代は野球少年。刀根山チャレンジャーズキャッチャーで2番。副キャプテン。中学校ではハンドボール部。
少路高校に入学するも野球部がなく、開幕1年目のJリーグに感化されサッカー部に入部。高校2年の3学期に大学受験にハマり、学年実力テストで480名中3位に入る。京都産業大学経営学部の推薦試験を98点で通過するが、本命の関西大学は不合格となる。
大学へは豊中から通学していたため、大学時代の友達がいないことが人生唯一の後悔だとのちに語っている。
数年間の芸人活動（コンビ：メッサグラシアス）などの経験を経てyoutuberに転身。
ももいろクローバーZと阪神タイガースに特化したYouTubeを配信していたが、2020年頃から阪神タイガースをメインとした配信になる。かなりの阪神タイガースの知識と野球の知識は持っているが、本人の野球経験は少年野球と草野球のみ。プロに対してかなりきつめの発言などをする為、コメントなどで野球経験などを突っ込まれる事があるが、その時はなぜか「野球歴37年でずっとやってる」と言っている。
気が短いと自分でも認めているが、アンチコメントに対しすぐにコメント削除したり、自分が気にいらない相手を徹底的に言い負かす模様が一部のファンにうけている。
2021年3月26日の配信で、ヤクルト戦現地観戦でカメラ前に立ち歩くファンに対して注意し、マナーの悪さを愚痴っていたが、目の前にきた選手の写真を撮りに席を立ち前の方に行った際、他の客に「ジャマ！」「立ち歩くな！」など怒られてしまい、前述の自身の発言がブーメランのように返ってくる。その夜の配信では「怒られてない！」「我の強いヤツにからまれただけ！」とかなりの自己中心的な面をみせつけた。
仕事は何をしてるかのコメントに対して「これや！ YOUTUBEや！」のやりとりがめんどくさいので、早く登録者数を伸ばして有名youtuber入りをめざしている。
2024年4月時点の登録者数は195,00人。
妻（でかピヨパイセン）、長女（ピヨ姉）、次女（ピヨちゃん）、長男(球太君)がたまに出演しファミリーで楽しませてくれている。このチャンネルでピヨちゃんは勝利の女神としての役を担っている。昔はカルパッチョの家で居候させてもらっている他人の設定だったが、いつのまにか自分の子と認めて設定が変更されている（コメントで誰の子か聞かれた時に普通に答えてしまっている）。でかピヨパイセン（妻）が仕事で家にいない事の方が多いため、子供達の面倒を見ながら配信するスタイル。
挨拶をしない視聴者に対しては基本無視し、面白いコメントだけを拾って読むようにしている。初見の視聴者に対しては冷たく、気に入らないコメントをすると、さばかんやチロルのチャンネルを見に行けと言っている。なのに、自分のチャンネルの登録者は増えずに、他の2人のチャンネル登録者数は増えているのに、悔しさを抱いている。

## 経歴
- 1977年 - 兵庫県湯村郡温泉町に生まれ、大阪府豊中市で育つ。
- 1996年 - 大阪府立少路高等学校卒業。
- 1996年 - 京都産業大学経営学部入学。
- 2000年 - 株式会社ダイナムに入社。2002年アシスタントマネージャーに就任。
- 2003年 - 吉本総合芸能学院に入学。東京NSC9期生中退。
- 2005年 - フリーで活動。
- 2007年 - SMA NEET Project所属に。のちに引退。
- 2010年 - ミッションステートメント株式会社、株式会社ティー・アンド・エイチ
- 2011年 - kameyama candle house　カメヤマキャンドルハウス
- 2013年 - アイティオール株式会社
- 2014年 - アーバンリミテッド。「イタリアの勝手に親善大使」になる。
- 2020年 - YouTube活動を始める。

## 職歴
- 株式会社ダイナム - アシスタントマネージャー · 2000年4月〜2003年4月
- kameyama candle house　カメヤマキャンドルハウス - 2011年11月〜2013年6月
- アーバンリミテッド  2014年から現在 · 東京都 新宿区

## あだ名
カルパッチョ、パッチョ、おっちゃん、おっさん

## 資格
- 普通自動車運転免許
- イタリア語検定4級取得
- Vino Hayashi通信講座4期生

## 出演

### テレビ
- 家、ついて行ってイイですか？初回春の終電逃したゴールデンSP（2016/4/16、テレビ東京）
- ありえへん∞世界（テレビ東京）
- バラ色ダンディ（MXテレビ）

### CM
- FIAT Japan I WILL LOVE YOU MORE キャンペーン